# Freda Betti
Freda Betti, nato Frédérique Thérèse Augusta Betti (Nizza, 26 febbraio 1924 – Nizza, 13 novembre 1979), è stata un mezzosoprano francese.

## Biografia
Freda Betti è nato nel centro storico di Nizza nel 1924 in una famiglia modesta: il padre era un imbianchino e sua madre pescheria. La sua famiglia paterna proviene dalla regione Emilia-Romagna in Italia: il nonno era nato a Parma e emigrò a Nizza con la moglie ei figli nel tardo 1890.
Ha studiato musica e soprattutto cantando con Édouard Rouard al Conservatorio di Nizza dove ha conseguito il primo premio per il canto nel 1943. Ha fatto il suo debutto al Grand Théâtre de Monte Carlo nel 1947 nel Faust di Charles Gounod.
Essa si verifica spesso con Orchestre Philharmonique de Radio France di RTF nei primi anni 1950, prima di diventare socio dell'Théâtre national de l'Opéra-Comique nel 1960, permettendo che accada anche sul palcoscenico del Opéra national de Paris come parte di RTLN. Canta sulle principali fasi nazionali (Bordeaux, Nantes, Opéra de Nice, Rouen, Strasburgo, Tolosa) e europee (Grand Théâtre de Monte Carlo, Teatro alla Scala) e in numerosi festival d'opera, tra Aix-en-Provence, Festival di Avignone, Festival di Bayreuth e Orange.
Tra il suo repertorio includono Frigg (La Valchiria), Dulcinea del Toboso (Don Quichotte), Suzuki (Madama Butterfly), Brangäne (Tristano e Isotta) e soprattutto Carmen, si esibisce più di 150 volte. Ha anche partecipato alla creazione di Opera d'Aran di Gilbert Bécaud nel 1962 presso il Théâtre des Champs-Élysées.
È dedicato all'insegnamento del canto presso il Conservatorio di Monaco nel 1970.
Morì nella sua casa di Nizza nel 1979, all'età di 55 anni, ed è sepolto nella tomba di famiglia con il marito in Castello Cimitero di Nizza.

## Vita privata
Freda Betti sposato René Clermont (1919-1976) 29 ottobre 1949 a Levallois-Perret. Il suo miglior uomo era suo fratello Henri Betti. La coppia ha avuto due figli.

## Famiglia
Freda Betti era il compositore sorella Henri Betti e prozia calciatore Alexy Bosetti.
Non ha rapporti di parentela con l'attrice Laura Betti e cantante Priscilla Betti.

## Carriera
- 1947: Faust di Charles Gounod, Opéra de Monte-Carlo : Siebel
- 1950: Le Domino noir di Daniel-François-Esprit Auber, Orchestre Philharmonique de Radio France di Radiodiffusion-télévision française, Jules Gressier (dir.) : Ursule
- 1951: L'Ivrogne corrigé di Christoph Willibald Gluck, Orchestre philharmonique de Paris, René Leibowitz (dir.) : Mathurine
- 1952: Le Joueur de flûte di Hervé, Orchestre Philharmonique de Radio France, Maurice Soret (dir.) : Busa
- 1954: Romeo e Giulietta di Charles Gounod, Orchestre Philharmonique de Radio France, Jules Gressier (dir.) : Gertrude
- 1955: Il barbiere di Siviglia di Gioachino Rossini, Orchestre Philharmonique de Radio France, Jules Gressier (dir.) : Berta
- 1956: Le Jour et la Nuit di Charles Lecocq, Orchestre Philharmonique de Radio France, Roger Ellis (dir.) : Sanchette
- 1957: Gillette de Narbonne di Edmond Audran, Orchestre Philharmonique de Radio France, Pierre Tellier (dir.) : Gillette
- 1961: Rip di Robert Planquette, Orchestre Philharmonique de Radio France, Marcel Cariven (dir.) : Kate
- 1963: Giroflé-Girofla di Charles Lecocq, Orchestre Philharmonique de Radio France, Marcel Cariven (dir.) : Aurore
- 1964: La Chanson de Fortunio di Jacques Offenbach, Orchestre Philharmonique de Radio France di Office de radiodiffusion télévision française, Jean-Claude Hartemann (dir.) : Babet